# Николаев (баскетбольный клуб)
МБК «Николаев» — муниципальный баскетбольный клуб Николаева. Основан в 1972 году, один из сильнейших клубов Украины. Единственный клуб Украинской Суперлиги, принимавший участие во всех 29 чемпионатах Украины по баскетболу.

## Прежние названия
- 1972—1977: «Спартак» (Николаев)
- 1977—1993: НКИ (Николаев)
- 1993—1994: БК «Корабел» (Николаев)
- 1995—2000: СК «Николаев» (Николаев)
- с 2000: МБК «Николаев» (Николаев)

## История
Профессиональная баскетбольная команда была образована в городе Николаеве в 1972 году по инициативе Виктора Боженара. Будучи игроком местной любительской команды при николаевских предприятиях ЮТЗ «Заря» и СПБ «Машпроект», он вместе с товарищами в 1970 году добился перехода всего коллектива в спортобщество «Спартак». В 1971 году николаевский «Спартак» уверенно взобрался в первую лигу чемпионата СССР. В 1973 году руководство Спартака стало задумываться о высшей лиге, в связи с этим городу требовался большой современный зал. Матчи проходили в спорткомплексе «Заря», который мог вместить всего несколько сот зрителей.
В 1976 году команда завоевала 11 место в «вышке» чемпионата СССР. На своей площадке были обыграны гранды советского баскетбола- Динамо (баскетбольный клуб, Москва), Спартак (баскетбольный клуб, Санкт-Петербург), Калев (баскетбольный клуб),СКА(Рига) теперь АСК Рига, Уралмаш (баскетбольный клуб) и другие. Но в результате «подковерных» интриг, вылетели в Первую лигу, вместо «Спартака» из Владивостока, который занял последнее место в турнирной таблице.
В октябре 1991 года в Николаеве состоялся последний в истории чемпионат УССР. В однокруговом турнире приняло участие шесть команд, при этом фаворит соревнований киевский Будивельник последние республиканские соревнования решил проигнорировать ради поездки на очередной коммерческий турнир за границу. В итоге николаевский НКИ под руководством Геннадия Защука и его ассистента Виталия Лебединцева стал последним чемпионом УССР по баскетболу.

## Сезоны
| Сезон       | Лига                                           | Место        | Состав | Тренера                                                                          | Фото |
| ----------- | ---------------------------------------------- | ------------ | --- | -------------------------------------------------------------------------------- | ---- |
| 1972        | Чемпионат СССР, класс «А», вторая группа       | Первое       | Евгений Афанасьев, Геннадий Дидрихс, Борис Шведов, Евгений Захаров, Юрий Голубков, Валерий Свистун, Сергей Яшкин, Леонид Бондаренко, Вячеслав Кузунков, Владимир Порохненко, Олег Трофименко. | Старший тренер — Виктор Боженар Тренер — Владимир Родовинский                    |      |
| 1972 — 1973 | Чемпионат СССР, класс «А», первая группа       | Девятое      | Евгений Афанасьев, Геннадий Дидрихс, Владимир Родовинский, Сергей Яшкин, Борис Шведов, Василий Шведов, Евгений Захаров, Вячеслав Кузунков, Валерий Свистун, Сергей Яшкин, Владимир Порохненко, Олег Трофименко, Владимир Федосенко, Владимир Латыпов, Анатолий Юмашев. | Старший тренер — Виктор Боженар Тренер — Владимир Родовинский                    |      |
| 1973 — 1974 | Чемпионат СССР, класс «А», первая группа       | Двенадцатое  | Евгений Афанасьев, Геннадий Дидрихс, Владимир Родовинский, Григорий Бондаренко, Михаил Литовко, Сергей Яшкин, Владимир Латыпов, Василий Шведов, Евгений Шутов, Олег Чепура, Владимир Порохненко. | Старший тренер — Виктор Боженар Тренер — Владимир Родовинский                    |      |
| 1974 — 1975 | Чемпионат СССР, класс «А»                      | Одиннадцатое | Евгений Афанасьев, Геннадий Дидрихс, Владимир Родовинский, Михаил Литовко, Сергей Яшкин, Владимир Латыпов, Евгений Шутов, Владимир Уваров. | Старший тренер — Виктор Боженар Тренер — Владимир Родовинский                    |      |
| 1975 — 1976 | Чемпионат СССР, 1 Лига                         | Первое       | Евгений Афанасьев, Владимир Гамов, Геннадий Дидрихс, Сергей Заброда, Александр Здрак, Владимир Латыпов, Михаил Литовко, Юрий Рогачев, Владимир Родовинский, Александр Сизоненко, Евгений Шутов. | Старший тренер — Виктор Боженар Тренер — Владимир Родовинский, Владимир Городко  |      |
| 1976 — 1977 | Чемпионат СССР, Высшая Лига                    | Двенадцатое  | Евгений Афанасьев, Владимир Архипов, Геннадий Дидрихс, Валентин Иваненко, Михаил Литовко, Сергей Яшкин, Владимир Латыпов, Евгений Шутов, Олег Чепура, Юрий Рогачев, Вячеслав Земцов, Виктор Скойбеда, Игорь Сталоверов, Сергей Заброда, Александр Петров, Олег Трофименко, Сергей Трофименко, Виктор Фролов, Шиманский, Леонид. | Старший тренер — Владимир Родовинский, Тренер — Геннадий Защук                   |      |
| 1977 — 1978 | Чемпионат ССР, 1 Лига                          | Четвертое    | |                                                                                  |      |
| 1978 — 1979 | Чемпионат СССР, 1 Лига                         | Пятое        | |                                                                                  |      |
| 1979 — 1980 | Чемпионат СССР, 1 Лига                         | Второе       | |                                                                                  |      |
| 1980 — 1981 | Чемпионат СССР, 1 Лига                         | Четвертое    | |                                                                                  |      |
| 1981 — 1982 | Чемпионат СССР, 1 Лига                         | Седьмое      | |                                                                                  |      |
| 1982 — 1983 | Чемпионат СССР,1 Лига                          | Восьмое      | |                                                                                  |      |
| 1983- 1984  | Чемпионат СССР, 1 Лига                         | Девятое      | |                                                                                  |      |
| 1984 — 1985 | Чемпионат СССР,1 Лига                          | Второе       | |                                                                                  |      |
| 1985 — 1986 | Чемпионат СССР, 1 Лига                         | Четвертое    | |                                                                                  |      |
| 1986 — 1987 | Чемпионат СССР, 1 Лига                         | Четвертое    | |                                                                                  |      |
| 1987 — 1988 | Чемпионат СССР, 1 Лига                         | Третье       | |                                                                                  |      |
| 1988 — 1989 | Чемпионат СССР, 1 Лига                         | Шестое       | |                                                                                  |      |
| 1989 — 1990 | Чемпионат СССР, 1 Лига                         | Первое       | |                                                                                  |      |
| 1990 — 1991 | Чемпионат СССР, Высшая Лига                    | Девятое      | Андрей Бережинский(1963,206), Анатолий Богданов(1965,193), Сергей Смагин, Николай Деревянкин(1959,180), Олег Крыжановский(1962,197), Владимир Полях(1967,201), Игорь Легоньков(1964,196), Андрей Герасимов(1972,193), Борис Сагай(1965,201), Владимир Чурсин(1963,193), Александр Шевченко(1961,201), Шиманский, Леонид. | Главный тренер — Геннадий Защук. Тренер — Валентин Берестнев.                    |      |
| 1991 — 1992 | Чемпионат СССР, Высшая Лига                    |              | Андрей Бережинский(1963,206), Анатолий Богданов(1965,193), Сергей Смагин, Олег Михайлов(1970,201), Николай Деревянкин(1959,180), Владимир Полях(1967,201), Игорь Легоньков(1964,196), Андрей Герасимов(1972,193), Борис Сагай(1965,201), Шиманский, Леонид, Олег Ткач(1973,193), Виталий Усенко(1974,197), Александр Чаусов(1973,202). | Главный тренер — Геннадий Защук. Тренер — Виталий Лебединцев.                    |      |
| 1992        | Чемпионат Украины                              | Второе       | Андрей Бережинский, Сергей Смагин, Олег Михайлов, Николай Деревянкин, Владимир Полях, Игорь Легоньков, Андрей Герасимов, Борис Сагай, Шиманский, Леонид, Олег Ткач, Сергей Петренко, Григорий Хижняк. | Главный тренер — Геннадий Защук Тренера — Эммануил Эпштейн, Валентин Берестнев.  |      |
| 1992 — 1993 | Украинская баскетбольная высшая лига 1992/1993 | Третье       | Леонид Шиманский, Олег Михайлов, Игорь Легоньков, Сергей Петренко, Борис Сагай, Владимир Полях, Николай Деревянкин, Сергей Смагин, Олег Ткач, Андрей Герасимов, Виталий Усенко, Олег Погорелов, Григорий Хижняк, Леонид Срибный, Владислав Шлеев, Роман Смешной, Максим Качко, Андрей Шарков, Алексей Бесков. | Главный тренер — Геннадий Защук. Тренер — Валентин Берестнев.                    |      |
| 1993 — 1994 | Украинская баскетбольная Высшая лига 1993/1994 | Шестое       | Сергей Смагин, Алексей Бесков, Владимир Полях, Григорий Хижняк, Олег Ткач, Андрей Герасимов, Сергей Петренко, Роман Смешный, Леонид Срибный, Владислав Шлеев. | Главный тренер — Геннадий Защук. Тренеры — Валентин Берестнев, Леонид Шиманский. |      |
| 1994 — 1995 | Украинская баскетбольная высшая лига 1994/1995 | Пятое        | Андрей Герасимов, Николай Здирко, Владимир Полях, Григорий Хижняк, Константин Фурман, Владлен Пинчук, Роман Смешной, Олег Ткач, Максим Качко, Андрей Шарков, Сергей Петренко, Алексей Бесков, Леонид Срибный, Владислав Шлеев | Главный тренер — Геннадий Защук. Тренеры — Валентин Берестнев, Леонид Шиманский. |      |
| 1995 — 1996 | Украинская баскетбольная высшая лига 1995/1996 | Седьмое      | Владимир Полях, Андрей Герасимов, Сергей Петренко, Андрей Бережинский, Леонид Срибный, Владислав Шлеев, Константин Фурман, Алексей Бесков, Виктор Грищенко, Максим Качко, Александр Раевский, Николай Здырка, Роман Смешной, Сергей Защук, Денис Чуркин. | Главный тренер — Валентин Берестнев. Тренер — Леонид Шиманский.                  |      |
| 1996 — 1997 | Украинская баскетбольная суперлига 1996/1997   | Шестое       | Владимир Полях, Александр Чаусов, Александр Раевский, Виктор Грищенко, Константин Фурман, Алексей Бесков, Андрей Герасимов, Олег Плех Максим Качко, Виктор Заболотный, Леонид Срибный, | Главный тренер — Валентин Берестнев. Тренер — Леонид Шиманский.                  |      |
| 1997 — 1998 | Украинская баскетбольная суперлига 1997/1998   | Третье       | Владимир Полях, Александр Чаусов, Виктор Заболотный, Константин Фурман, Андрей Сухотин, Андрей Лебедєв, Василий Порохненко,Александр Раевский, Алексей Павенский, Алексей Бесков, Леонид Срибний. | Главный тренер — Валентин Берестнев. Тренер — Леонид Шиманский.                  |      |
| 1998 — 1999 | Украинская баскетбольная суперлига 1998/1999   | Четвертое    | Владимир Полях, Александр Чаусов, Константин Фурман, Андрей Сухотин, Андрей Лебедєв, Василий Порохненко,,Александр Раевский, Алексей Павенский, Алексей Бесков, Леонид Срибний, Андрей Дмитренко, Сергей Войтович, Александр Киреев. | Главный тренер — Валентин Берестнев. Тренер — Сергей Петренко.                   |      |
| 1999 — 2000 | Украинская баскетбольная суперлига 1999/2000   | Четвертое    | Владимир Полях, Александр Чаусов, Константин Фурман, Филипп Епифанцев, Василий Порохненко, Евгений Подорванный, Александр Раевский, Алексей Павенский, Алексей Бесков, Леонид Срибний, Леонид Срибный, Сергей Войтович, Александр Киреев. | Главный тренер — Валентин Берестнев. Тренер — Сергей Петренко, Сергей Кирлан.    |      |
| 2000 — 2001 | Украинская баскетбольная суперлига             | Четвертое    | Владимир Полях, Александр Чаусов, Денисов Роман, Филипп Епифанцев, Сергей Горбенко, Евгений Вохмин, Алексей Повенский, Евгений Подорванный, Алексей Бесков, Александр Раевский. | Главный тренер — Валентин Берестнев. Тренер — Сергей Петренко, Сергей Кирлан.    |      |
| 2001 — 2002 | Украинская баскетбольная суперлига             | Четвертое    | Владимир Полях, Александр Чаусов, Денисов Роман, Филипп Епифанцев, Сергей Горбенко, Алексей Повенский, Евгений Подорванный, Виталий Бойко, Алексей Онуфриев, Александ Сабутский, Сергей Сабутский, Александр Раевский. | Главный тренер — Валентин Берестнев. Тренер — Сергей Петренко, Сергей Кирлан.    |      |
| 2002 — 2003 | Украинская баскетбольная суперлига             | Четвертое    | Владимир Полях, Александр Чаусов, Сергей Мякинин, Филипп Епифанцев, Сергей Горбенко, Алексей Повенский, Евгений Подорванный, Виталий Бойко, Леонид Срибный, Олег Горобец, Александр Аверин, Алексей Онуфриев, Александр Пащенко, Александр Раевский. | Главный тренер — Валентин Берестнев. Тренер — Сергей Петренко, Сергей Кирлан.    |      |
| 2003 — 2004 | Украинская баскетбольная суперлига             | Пятое        | Владимир Полях, Александр Чаусов, Александ Сабутский, Сергей Сабутский, Иван Гилевич,Евгений Подорванный, Виталий Бойко, Леонид Срибный, Олег Горобец, Александр Аверин, Алексей Онуфриев, Павел Ревзин, Александр Раевский. | Главный тренер — Валентин Берестнев. Тренер — Сергей Кирлан.                     |      |
| 2004-2005   | Украинская баскетбольная суперлига             | Шестое       | Владимир Полях, Александр Чаусов, Алексей Онуфриев, Филипп Епифанцев, Евгений Олейник, Иван Гилевич, Олег Горобец, Александр Раевский, Ямче Фанью Тибо, Евгений Подорванный, Павел Ревзин, Виталий Бойко. | Главный тренер — Берестнев, Валентин Борисович Тренер - Сергей Кирлан            |      |
| 2005-2006   | Украинская баскетбольная суперлига             | Шестое       | | Главный тренер — Берестнев, Валентин Борисович Тренер — Сергей Кирлан            |      |
| 2009 — 2010 | Украинская баскетбольная суперлига             |              | Илья Жуковский, Анатолий Конев, Никита Костик, Владимир Левченко, Максим Ожегов, Жигимантас Йонушас, Артем Буцкий, Леонид Яйло, Игорь Сильковский, Алексей Онуфриев, Эдгарс Яромановс, Всеволод Шурмель, Вернон Хэмильтон, Владислав Тонченко, Владислав Третьяков, Вадим Норенко, Вадим Матюкевич Дэниэл МакКлинток, Геннадий Дзюба, Терренс Оглсби, Анатолий Шундель, Раймондс Вайкулис, Джастин Лав, Михаил Галенко, Александр Кушниров. |                                                                                  |      |
| 2010 — 2011 | Украинская баскетбольная суперлига             | Пятое        | Михаил Галенко, Владимир Левченко, Максим Ожегов, Андрей Корочкин, Артем Буцкий, Леонид Яйло, Игорь Сильковский, Алексей Онуфриев, Владислав Тонченко, Андриус Мажутис, Андриус Мажутис, Анатолий Шундель, Юрис Умбрашко, Александр Кушниров, Вадим Норенко, Брайан Грин, Иван Гилевич Илья Жуковский, Джастин Лав, Джеймс Хьюз, Владимир Назаренко.                                                                                        | Главный тренер — Валентин Берестнев. Тренеры — Леонид Шиманский, Сергей Кирлан.  |      |
| 2011- 2012  | Украинская баскетбольная суперлига             |              | Иван Гилевич, Дион Вон, Леонид Яйло, Игорь Кривич, Алексей Онуфриев, Антон Рожков, Владимир Скляр, Родни Грин, Джером Колмен, Александр Кушниров, Андрей Горбатюк,Макклинток Дэн, Анатолий Шундель, Андрей Корочкин, Максим Ожегов, Андрей Лубинець. | Главный тренер — Валентин Берестнев. Тренеры — Леонид Шиманский, Сергей Кирлан.  |      |
| 2012 — 2013 | Украинская баскетбольная суперлига             |              | Дуэйн Митчелл, Энтони Шейвис, Джош Майо, Алексей Онуфриев, Владимир Скляр, Михаил Галенко, Даниил Козлов, Александр Кушниров, Игорь Чумаков, Анатолий Шундель, Роман Гуменюк, Мартинс Кравченко, Крис Фейбер, Александр Цикалюк. | Главный тренер — Агрис Гальвановскис.                                            |      |
| 2013 — 2014 | Украинская баскетбольная суперлига             |              | Александр Сизов, Александр Цикалюк, Андрей Хохоник, Кшиштоф Шубарга, Алексей Онуфриев, Михаил Галенко, Матео Кеджо, Александр Кушниров, Уильям Кларк, Марекс Юревичюс, Вячеслав Череповский, Анатолий Шундель, Дмитрий Ильченко, Жанис Пейнерс, Бристол, Кервин, Владимир Скляр, Даниил Козлов, Джереми Грин. | Главный тренер — Агрис Гальвановскис.                                            |      |
| 2014 — 2015 | Украинская баскетбольная суперлига             |              | Виктор Мальцев, Станислав Василюха, Александр Цикалюк, Андрей Хохоник, Алексей Онуфриев, Михаил Галенко, Владислав Тонченко, Дмитрий Ильченко, Максим Шепиль, Анатолий Шундель, Владимир Плужников, Дэвид Даунс, Павел Буренко, Александр Сизов, Александр Кушниров, Вячеслав Череповский, Владимир Егоров, Дмитрий Глебов. | Главный тренер — Агрис Гальвановскис. Тренер — Дмитрий Шиманский                 |      |
| 2015 — 2016 | Украинская баскетбольная суперлига             |              | Максим Шепиль, Денис Иванов, Борис Берестнев, Сергей Вершинин, Евгений Гуржiй, Богдан Лукьян, Евгений Яворский, Андрей Хохоник, Александр Цикалюк, Максим Лукьянов, Алексей Онуфриев, Богдан Ясиненко, Виктор Мальцев, Андрей Кожемякин, Владислав Тонченко, Станислав Василюха, Александр Шостуха, Максим Ожегов, Илья Жуковский, Артем Чемякин.                                                                                           | Главный тренер — Сергей Кирлан. Тренер — Максим Шепиль.                          |      |
| 2016 — 2017 | Украинская баскетбольная суперлига             | Седьмое      | Артем Чемякин, Денис Бобров, Алексей Онуфриев, Михаил Галенко, Антон Мусиенкo, Владислав Тонченко, Артем Швец, Денис Иванов, Павел Лебединцев, Максим Шепиль, Константин Аникиенко, Максим Ожегов, Андрей Хохоник, Вадим Заплотинский, Александр Кушниров, Андрей Горбатюк. | Главный тренер — Сергей Кирлан. Тренер — Максим Шепиль.                          |      |
| 2017 — 2018 | Украинская баскетбольная суперлига             | Четвертое    | Никита Бандюк, Михаил Галенко, Евгений Гуржий, Илья Жуковский, Андрей Хохоник, Денис Иванов, Денис Бобров, Александр Кушниров, Алексей Онуфриев, Максим Шепиль, Антон Мусиенко, Владислав Тонченко, Антон Давидюк, Константин Аникиенко, Сергей Попов, Денис Носков. | Главный тренер — Владимир Полях. Тренер — Сергей Кирлан.                         |      |
| 2018 — 2019 | Украинская баскетбольная суперлига             | Пятое        | Кит Садо Омоера, Денис Бобров, Сергей Попов, Андрей Хохоник, Алексей Онуфриев, Антон Мусиенко,Владислав Тонченко, Константин Аникиенко, Сергей Приймак, Антон Давидюк, Алексей Адедиран, Илья Жуковский, Виталий Зотов. | Главный тренер — Виталий Черний. Тренер — Владимир Полях                         |      |
| 2019-2020   | Украинская баскетбольная суперлига             | Седьмое      | Денис Бобров,Александр Цыкалюк, Андрей Хохоник, Алексей Онуфриев, Максим Луценко, Квентин Петерсон, Райан Андерсон, Антон Давыдюк, Сергей Юрченко, Сергей Приймак, Алексей Адедиран, Кирилл Мещеряков, Кервин Бристол. | Главный тренер — Черний, Виталий Николаевич Тренер — Владимир Полях              |      |

## Текущий состав
Клуб
- Президент Роман СЕРБЕНОВ
- Исполнительный директор — Игорь СИЛЬКОВСКИЙ
- Спортивный директор — Валентин Берестнев
- Администратор — Виктор ГЛАДЫРЬ
- Пресс-аташе — Анастасия МЕХЕДОВА

| №  | Фамилия, Имя        | Позиция   | Гражданство | Рост | Дата рождения |
| -- | ------------------- | --------- | ----------- | ---- | ------------- |
| 3  | Андре Волкер        | защитник  | США         | 180  | 19/07/1996    |
| 4  | Трой Барнис         | центровой | США         | 201  | 02/10/1989    |
| 5  | Богдан Лукьян       | защитник  | Украина     | 182  | 16/12/1999    |
| 7  | Андрий Хохоник      | защитник  | Украина     | 188  | 07/08/1997    |
| 8  | Олексей Онуфриев    | форвард   | Украина     | 188  | 24/02/1982    |
| 9  | Прентис Никсон      | защитник  | США         | 204  | 08/04/1997    |
| 10 | Вадим Заплотинський | форвард   | Украина     | 185  | 11/08/1997    |
| 11 | Андрий Кальниченко  | форвард   | Украина     | 197  | 27/03/1986    |
| 12 | Игор Дубоненко      | защитник  | Украина     | 202  | 15/01/1998    |
| 13 | Андрей Кожемякин    | защитник  | Украина     | 190  | 13/12/1996    |
| 14 | Матей Радунич       | центровой | Хорватия    | 211  | 05/02/1996    |
| 15 | Семюел Дениел       | форвард   | США         | 206  | 06/01/1996    |
| 17 | Александр Тищенко   | центровой | Украина     | 201  | 25/03/1989    |

Тренерский штаб
- Главный тренер — Арнис ВЕЦВАГАРС
- Помощник главного тренера — Александр ЦИКАЛЮК
- Тренер по физической подготовке — Алексей ОГАРКОВ
- Врач — Станислав УРУС

Данные обновлены — 5 октября 2021 года

## Достижения
- Чемпион УССР — 1991.
- Серебряный призёр чемпионата Украины — 1992.
- Бронзовый призёр чемпионата Украины— 1993, 1998.
- Участник Высшей лиги чемпионата СССР — 1976/1977, 1989/1990.

## Победитель турниров
- Победитель международного турнира в Секешфехерваре (Венгрия) в 1983 году.
- Победитель международного турнира, посвященного 200-летию Николаева в 1989 году.
- Победитель международных турниров в Николаеве в 1990, 1991 и 2002 годах.
- Победитель международного турнира в Мехико (Мексика) в 1989 году.
- Победитель международного турнира в Черкасах «Кубок Венето» в 2013 году.
- Второе место на Международном турнире «Эфес Пилсен» в Стамбуле (Турция) в 1990 году.
- Третье место на ХІ Мемориале «Карлос Уллоа» в Манагуа (Никарагуа) в 1991 году.

## Тренеры
- Боженар, Виктор Акимович
- Родовинский Владимир Михайлович
- Защук Г. С.
- Валентин Берестнев
- Галвановскис А.
- Кирлан С. В.
- Полях В. Р.